# Hans Joachim Bremermann

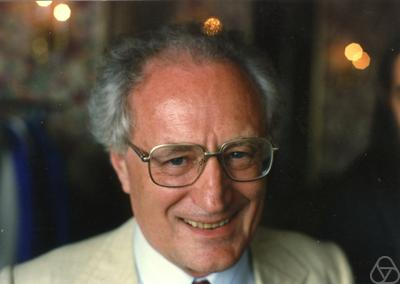
Hans-Joachim Bremermann

Hans Joachim Bremermann (* 14. September 1926 in Bremen; † 21. Februar 1996 in Berkeley) war ein deutschamerikanischer Mathematiker und Physiker, der sich mit Quantenfeldtheorie und komplexer Analysis beschäftigte.

## Leben
Bremermann studierte an der Westfälischen Wilhelms-Universität in Münster, wo er sein Lehrerexamen in Mathematik und Physik ablegte und 1951 bei Heinrich Behnke in komplexer Analysis (Funktionen mehrerer komplexer Variabler) promoviert wurde (Die Charakterisierung von Regularitätsgebieten durch pseudokonvexe Funktionen). 1952 ging er als Post-Doc an die Stanford University und 1953 an die Harvard University. 1954/55 war er wieder in Münster, nachdem er 1954 in den USA die Romanistin Maria Perez-Ojed geheiratet hatte. 1955 bis 1957 und 1958/1959 war er am Institute for Advanced Study. 1957/58 war er Assistant Professor an der University of Washington in Seattle. Hier begann er sich für mathematische Modelle von Evolution und Vererbung zu interessieren. Ab 1959 war er Associate Professor für Mathematik an der University of California, Berkeley, wo er 1966 Professor für Mathematik und Biophysik wurde, sich aber auch mit Informatik beschäftigte (Komplexitätstheorie, Mustererkennung, Künstliche Intelligenz) und schon Anfang der 1960er Jahre evolutionäre Algorithmen anwandte. Auch in den 1980er Jahren arbeitete er weiter an mathematischen Modellen in der Biologie, zum Beispiel für parasitäres Verhalten und die Ausbreitung von Krankheiten wie Pflanzenkrankheiten und Aids, Krebs. 1991 emeritierte er. Er starb 1996 an Krebs.
1965 nahm er die US-Staatsbürgerschaft an.
1962 hielt er einen Vortrag auf dem Internationalen Mathematikerkongress in Stockholm (Quantum theoretical limitations of data processing).

## Werk
In seiner Dissertation 1951 behandelte er einen Spezialfall von Levis Problem in der Theorie mehrerer komplexer Variabler. Eugenio Elia Levi fragte 1910, ob jedes pseudokonvexe Gebiet ein Holomorphiegebiet ist, was Kiyoshi Oka 1942 für zwei komplexe Variable bewies. Bremermann fand später einen Beweis für beliebig viele komplexe Variable (Über die Äquivalenz der pseudokonvexen Gebiete und der Holomorphiegebiete im Raum von n komplexen Veränderlichen, Mathematische Annalen, Band 128, 1954, S. 63–91), und unabhängig von ihm auch François Norguet.
Bremermann entwickelte auch 1961 mit L. Durand einen eigenen Zugang zur Theorie der Distributionen über Randwerte analytischer Funktionen.
1957 wandte er Methoden der komplexen Analysis in gemeinsamen Arbeiten mit Reinhard Oehme und John Gerald Taylor in der Quantenfeldtheorie an.
Wie oben erwähnt beschäftigte er sich später vor allem mit mathematischen Modellen der Biologie, zum Beispiel der Simulation der Ausbreitung von Aids.
Nach ihm ist die sog. Bremermann-Grenze benannt. Er leitete aus der Äquivalenz von Masse und Energie E = mc² und der Unschärferelation die Erkenntnis ab, dass die Verarbeitung von Symbolen höchstens mit einer Geschwindigkeit von {\displaystyle 1{,}36\cdot 10^{47}} bit/Gramm/Sekunde erfolgen kann. In der Kryptographie liefert dieser Wert eine theoretische Mindestlänge für einen Code, der prinzipiell nicht mit der Brute-Force-Methode des Ausprobierens aller Schlüssel in einer vorgegebenen Zeitspanne gelöst werden kann. Zum Beispiel könnte ein Computer von Größe und Gewicht der Erde, der an der Bremermann-Grenze arbeitet, etwa {\displaystyle 10^{75}} Berechnungen pro Sekunde durchführen.

## Schriften
- Die Charakterisierung von Regularitätsgebieten durch pseudokonvexe Funktionen, Dissertation 1951
- Distributions, complex variables and Fourier Transforms, Addison-Wesley 1965.
- Über die Äquivalenz der pseudokonvexen Gebiete und der Holomorphiegebiete im Raum von n komplexen Veränderlichen, Mathematische Annalen, Band 128, 1954, S. 63–91 (Levi-Problem).